# Parc national Charles Darwin
Pour les articles homonymes, voir Darwin.

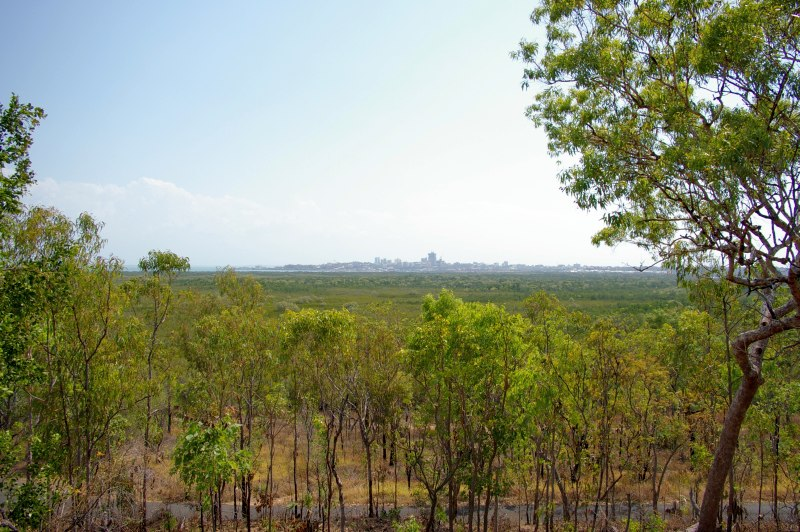
Darwin vue du parc national Charles Darwin.

Le parc national Charles Darwin est un parc national australien, situé dans le Territoire du Nord (Northern Territory)  à 4 km au sud-est de Darwin. Il a été créé en 1998 et fait seulement 13,02 km². Il est géré par la Parks and Wildlife Commission of the Northern Territory et par les propriétaires traditionnels aborigènes. Il est classé aire protégée catégorie II par l'UICN.
Ce parc à la particularité d'avoir sur son territoire un grand nombre de bunkers en béton, vestiges de la Seconde Guerre mondiale. L'un d'entre eux a été transformé en centre d'accueil pour les visiteurs et en mémorial de la Seconde Guerre mondiale. Le parc offre de nombreux points de vue sur la ville de Darwin.
Il accueille régulièrement des évènements tels que le festival mondial de danses du monde (Earthdance festival).
Ses coordonnées sont : 12° 27′ 03″ S, 130° 52′ 24″ E